# Henri Saint Cyr

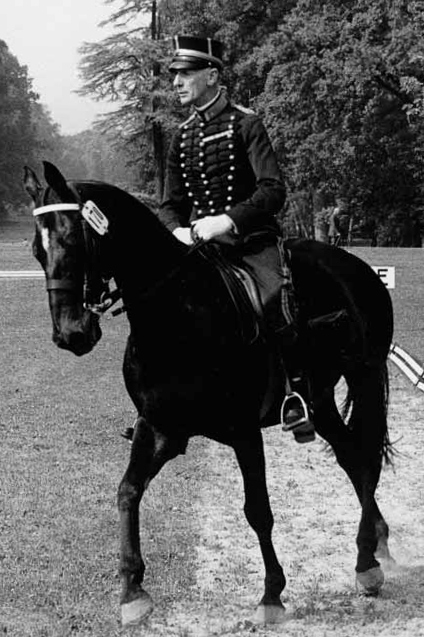
Henri Saint Cyr

Henri Julius Reverony Saint Cyr (Estocolmo, 15 de marzo de 1902-Kristianstad, 27 de julio de 1979) fue un jinete sueco que compitió en la modalidad de doma. Participó en cinco Juegos Olímpicos de Verano entre los años 1936 y 1960, obteniendo cuatro medallas de oro, dos en Helsinki 1952 y dos en Estocolmo 1956.

## Palmarés internacional
| Juegos Olímpicos | Juegos Olímpicos     | Juegos Olímpicos | Juegos Olímpicos |
| Año              | Lugar                | Medalla          | Categoría        |
| ---------------- | -------------------- | ---------------- | ---------------- |
| 1952             | Helsinki (Finlandia) | Medalla de oro   | Individual       |
| 1952             | Helsinki (Finlandia) | Medalla de oro   | Por equipos      |
| 1956             | Estocolmo (Suecia)   | Medalla de oro   | Individual       |
| 1956             | Estocolmo (Suecia)   | Medalla de oro   | Por equipos      |